# Dents d’Ambin
Dents d’Ambin – postrzępiony szczyt górski składający się z 3 iglic. Należy do małej podgrupy Alp Kotyjskich – Gruppo dell’Ambin.

## Charakterystyka
Składa się z trzech iglic:
- Dente Meridionale – 3372 m[1]
- Dente Centrale – 3353 m[2]
- Dente Settentrionale – 3365 m[1]

Góra Denti d’Ambin jest nieco przysłonięta przez Rocca d’Ambin. Podczas wspinaczki można dostrzec dolinę Susy.

## Droga na szczyt
Szczyt po raz pierwszy został zdobyty 10 sierpnia 1875 przez Martino Barettiego (wraz z przewodnikami).

## Galeria

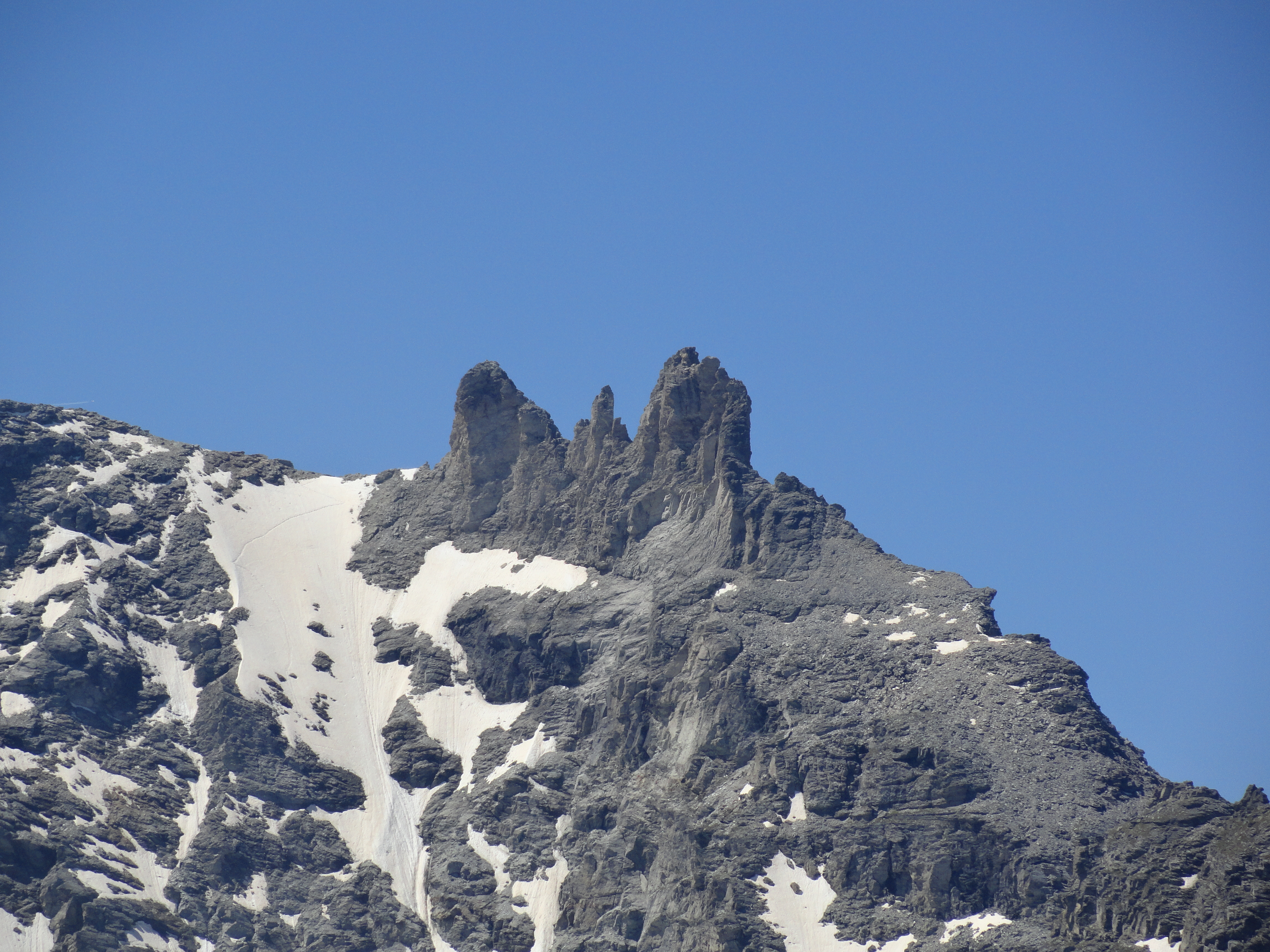
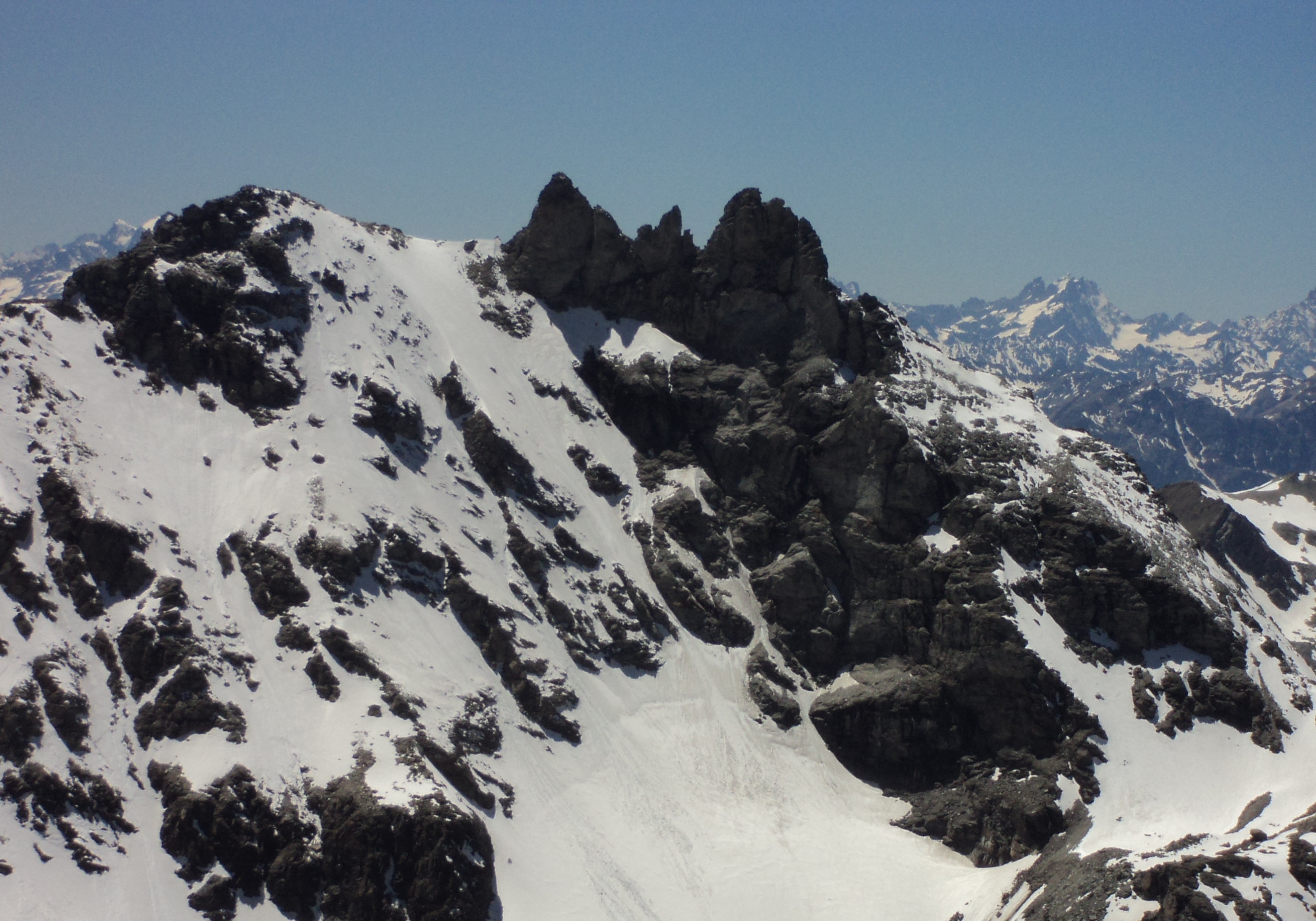
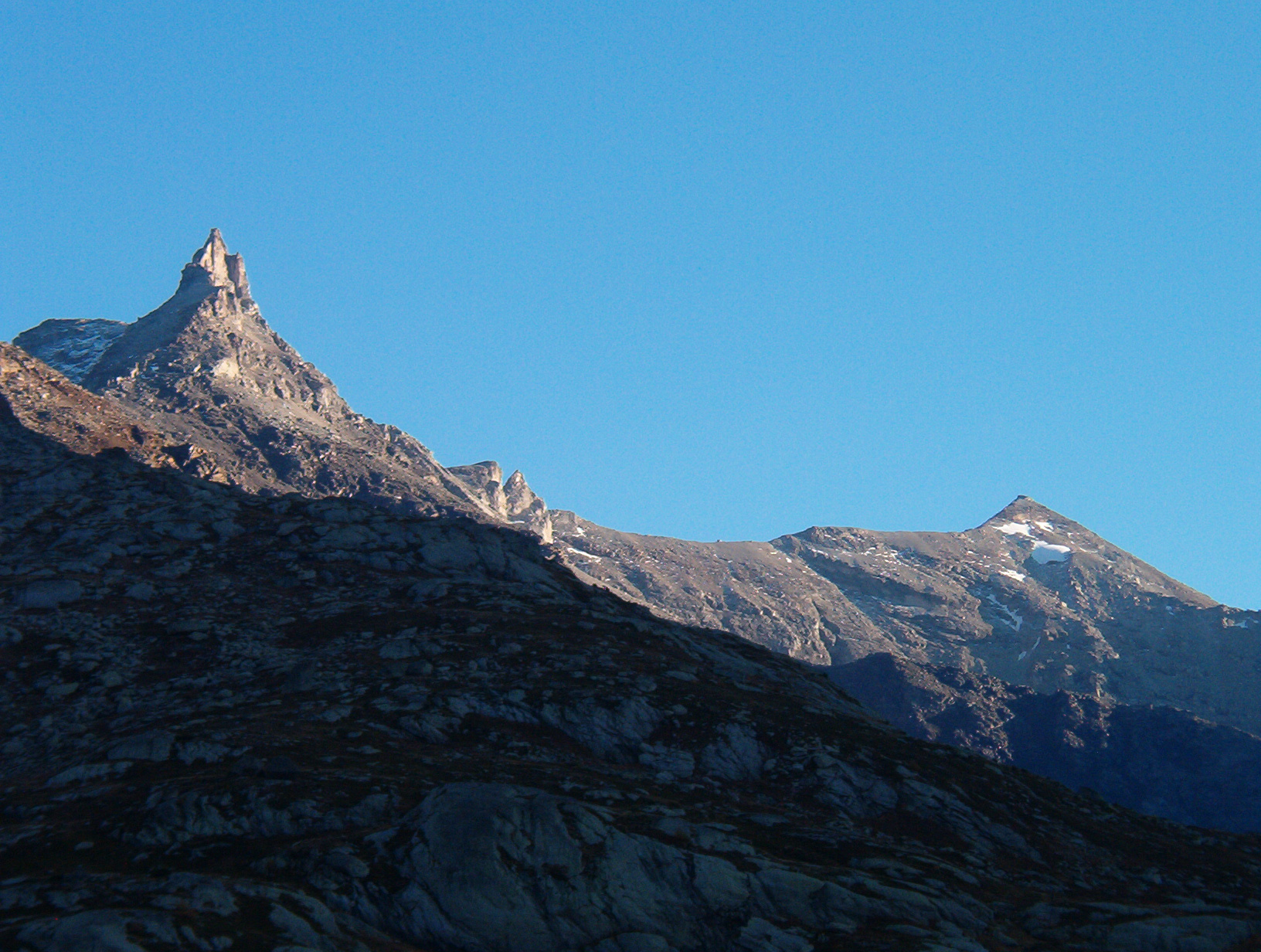